# Município de Rich Hill (condado de Muskingum, Ohio)
O município de Rich Hill (em inglês: Rich Hill Township) é um município localizado no condado de Muskingum no estado estadounidense de Ohio. No ano de 2010 tinha uma população de 454 habitantes e uma densidade populacional de 4,77 pessoas por km².

## Geografia
O município de Rich Hill encontra-se localizado nas coordenadas 39° 53′ 21″ N, 81° 44′ 10″ O. Segundo o Departamento do Censo dos Estados Unidos, o município tem uma superfície total de 95.23 km², da qual 94,22 km² correspondem a terra firme e (1,06 %) 1,01 km² é água.

## Demografia
Segundo o censo de 2010, tinha 454 pessoas residindo no município de Rich Hill. A densidade populacional era de 4,77 hab./km². Dos 454 habitantes, o município de Rich Hill estava composto pelo 98,46 % brancos, o 0,88 % eram afroamericanos, o 0,22 % eram asiáticos, o 0,22 % eram insulares do Pacífico e o 0,22 % eram de uma mistura de raças. Do total da população o 0,88 % eram hispanos ou latinos de qualquer raça.